# LIV
|  | Denne artikel er oprettet af botten Steenthbot ud fra en ekstern database. Den kan derfor have sproglige fejl eller mangler. Denne skabelon kan fjernes efter kontrol af indholdet. |

LIV er en dansk kortfilm fra 2013 instrueret af Christian Winther Bergstrøm og efter manuskript af Mariann Sofiasdottir.

## Handling
Siden morens død har den unge Liv boet alene med sin far. I skovens rolige omgivelser har hun skabt sig en tryg lille boble, der formilder hendes rastløse sind og holder de smertefulde tanker på afstand. Men alt ændrer sig på en nat. Faren bringer en ny kvinde ind i det isolerede hjem, og Liv bliver tvunget til at konfrontere angsten og sorgen på en ny måde.

## Medvirkende
- Marta Holm
- Michael Brostrup
- Mette Maria Ahrenkiel